# 岩崎洸
岩崎 洸 (いわさき こう、1944年8月16日-）は、日本のチェロ奏者。

## 経歴
1944年、台湾に生まれる。1960年、第29回日本音楽コンクールでチェロ部門第1位、特賞を獲得。1964年桐朋学園高校音楽科を卒業し、ジュリアード音楽院へ留学する。1966年カーネギーホールでリサイタルを開催し、岩崎淑の伴奏でブラームス、シューベルト、ドビュッシーのソナタを演奏する。1970年、第4回チャイコフスキー国際コンクールでチェロ部門第3位に入賞する。1971年芸術選奨文部大臣新人賞受賞。これまでにチェロを斎藤秀雄、レナード・ローズ、ハーヴィー・シャピロ、パブロ・カザルスに師事している。
1974年より、米国イリノイ州立大学で教鞭をとる。